# Vossko

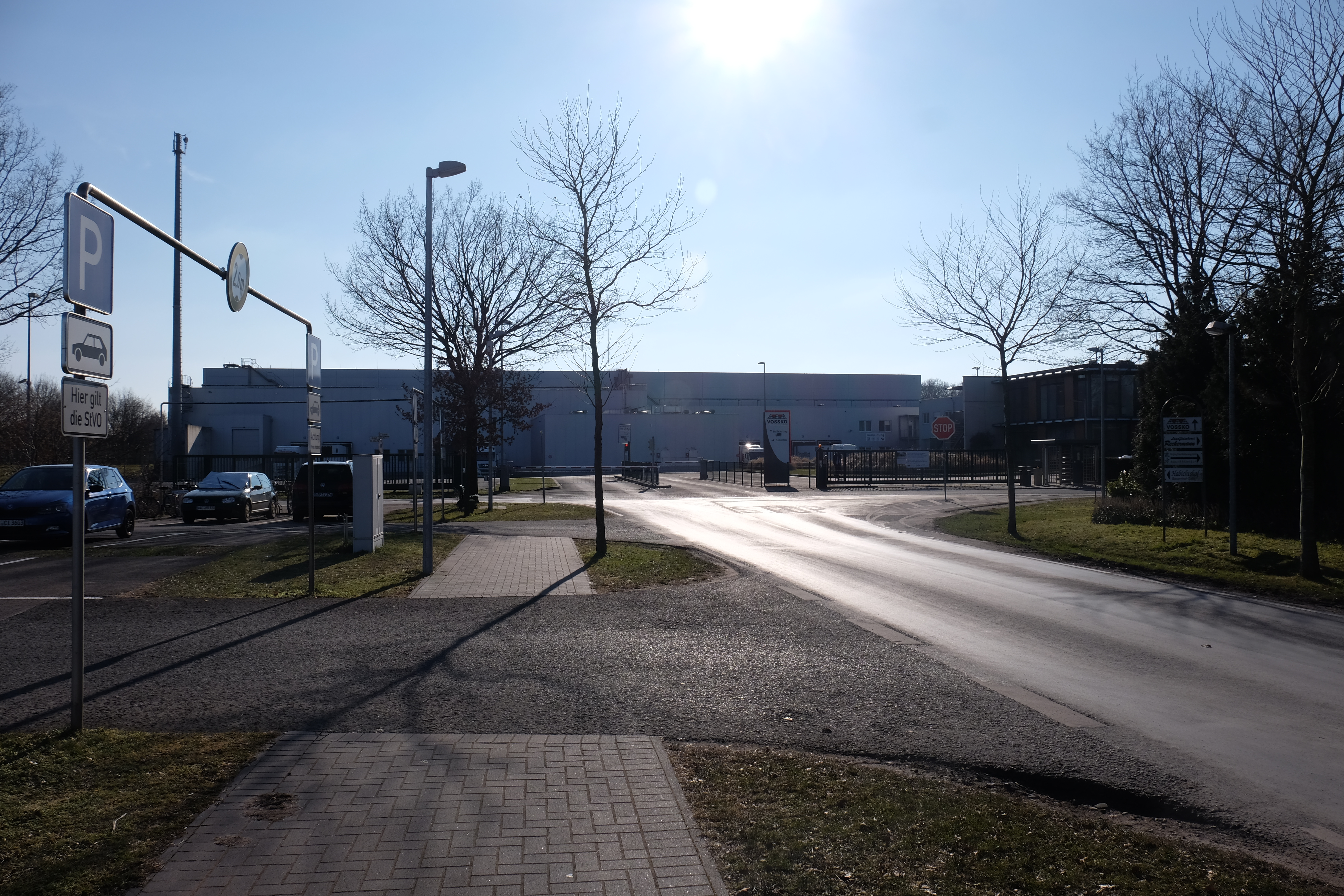
Werk in Ostbevern

Die Vossko GmbH & Co. KG mit Sitz in Ostbevern, Nordrhein-Westfalen, ist ein Fleisch und Soja verarbeitendes Unternehmen, das Hähnchen-, Puten-, Schweine- und Rindfleisch und Soja zu Tiefkühlkost verarbeitet.
Gegründet wurde das Unternehmen im Jahr 1982 von Bernhard und Maria Vosskötter. Es beschäftigt rund 850 Mitarbeiter in Ostbevern und rund 500 Mitarbeiter in Lages in Brasilien(Stand 2024). Die Produkte werden im Lebensmitteleinzelhandel unter der Marke Vossko und verschiedenen Handelsmarken vertrieben. Neben der Gastronomie bzw. Systemgastronomie liefert Vossko an die Industrie für die Weiterverarbeitung der Erzeugnisse in Fertiggerichten. Die Produktionskapazität in Deutschland beträgt 57.000 t und am Standort Lages in Brasilien 20.000 t.

## Kritik
Im Februar 2013 wurde in einigen Lebensmittel-Fertigprodukten im Handel, darunter auch solchen, die von Vossko verarbeitetes Rindfleisch enthielten, undeklarierte Anteile von Pferdefleisch nachgewiesen (siehe Pferdefleischskandal in Europa 2013). Nach Angaben von Vossko war bereits das vom Vorlieferanten bezogene Fleisch falsch deklariert.